# Se här bygges Babels torn
Se här bygges Babels torn är en psalm med text skriven av Olov Hartman 1970 och bearbetad 1980. Musiken är skriven 1970 av Sven-Erik Bäck.

## Publicerad i
- 1986 års psalmbok som nr 589 under rubriken "Tillsammans i världen". (Texten i denna version är försedd med copyright)
- Sång i Guds värld Tillägg till Svensk psalmbok för den evangelisk-lutherska kyrkan i Finland 2015 som nr 891 under rubriken "Kärlekens utmaning".